# Clethra sumbawaensis
Clethra sumbawaensis är en tvåhjärtbladig växtart som beskrevs av Herman Otto Sleumer. Clethra sumbawaensis ingår i släktet Clethra och familjen Clethraceae. Inga underarter finns listade i Catalogue of Life.